# Aicha vorm Wald (slott)

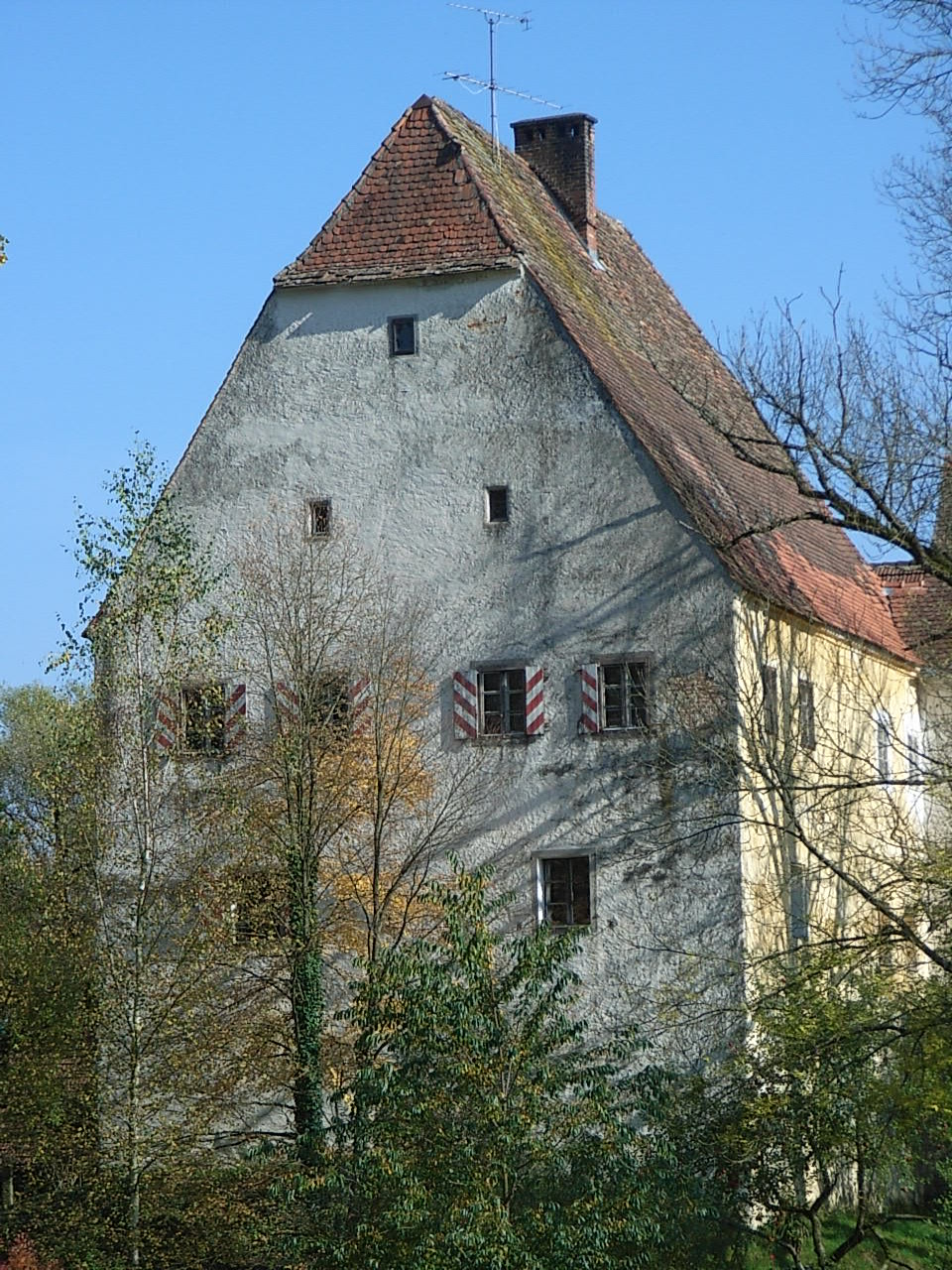
Slottet

Slottet Aicha vorm Wald är ett slott i kommunen Aicha vorm Wald i Bayern i Tyskland. Det är det enda slottet med vallgrav i Bayerischer Wald. Slottet ligger i en otillgänglig del i stadens utkanter, på en liten höjd vid floden Gaißa (en biflod till Regen, som är biflod till Donau).

## Historia
Det första spåren av ett slott vid Aicha vorm Wald kan dateras till 1300-talet. Det var grevarna av Halz egendom. I början av 1500-talet övertogs slottet av familjen Püchler från Weideneck, Niederösterreich och 1540 av det gifta paret Siegertshofer. Anton von Siegertshofer dog 1548, Kasper von Siegertshofer 1562 och dennes fru Susanna 1565. Då övertogs slottet av adelsfamiljen von Stoer, som lät renovera och bygga om slottet till det stora delar nuvarande utseendet. 1682 köpte baron Kaspar von Schmidt från Sulzbach slottet och sålde det 1689 vidare till Siegmund Friederich Süntzl från Söldenau. När Süntzl och hans änka dog, ärvdes slottet 1724 av Adam Leopold von Rehling. Efter honom förvärvades slottet av Max Alois von Asch. Som en följd av det österrikiska tronföljdskriget brände österrikiska soldater ner staden den 10 juni 1742, men slottet klarade sig. 1776 byggde Baron von Schrecksleb till ett kapell, vilket idag inte existerar. Vid hans död ärvdes slottet av  friherren von Schönhueb. 
År 1800 blev baron Joseph von Peckenzell slottsherre. 1816 övertogs slottet av pigmentläggaren Friedrich Zaspel.
Från 1856 till 1866 hade historikern och läkaren Alexander Erhard sin praktik här. 1870 kollapsade den nordostliga delen av slottet. 1952 kom den i den adliga släkten Croÿ:s ägo (kända medlemmar i släkten inkluderar den ryske befälhavaren vid slaget vid Narva Charles Eugène de Croy). Ägaren av slottet hette Alexis Prinz von Croy (1910-2002) samt dennes fru Elisabeth, grevinna av Beaufort-Spontin (1911-1995). Pensionatet har renoverats på senare tid.

## Anläggningen
Slottet är en imponerande herrgård med valmat tak. Det består av flera byggnader med en borggård som bland annat innehåller arkader, byggda mellan 1580 och 1610. På slottets nordsida finns ett torn. Det finns också avvikande arkitektur, bland annat en vägg i nordost, som byggdes efter kollapsen 1870.